# Onze-Lieve-Vrouwekerk (Vosselaar)

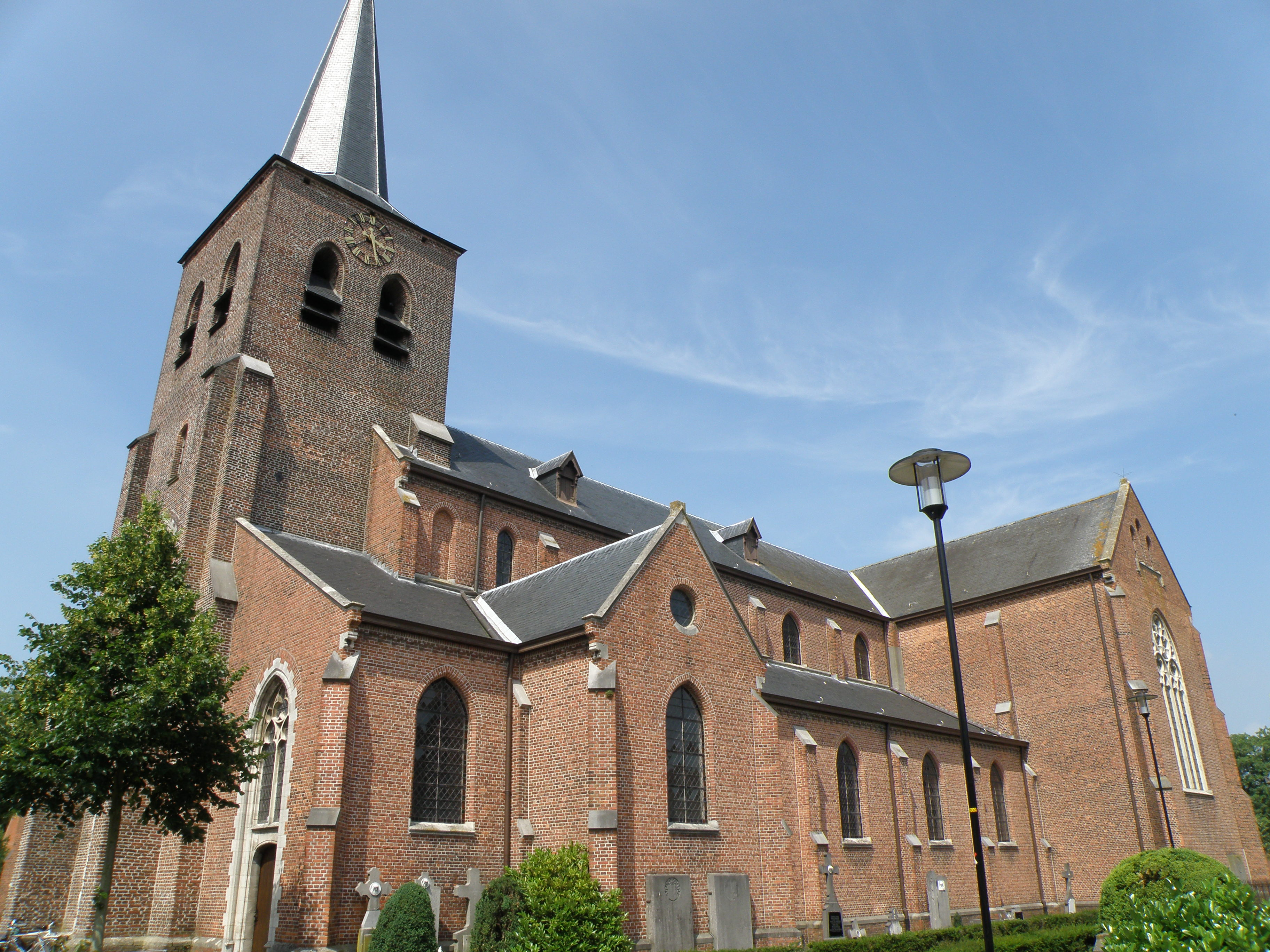
Onze-Lieve-Vrouwekerk

De Onze-Lieve-Vrouwekerk is de parochiekerk van de Antwerpse gemeente Vosselaar, gelegen aan de Pastoor Woestenborghslaan 1A.

## Geschiedenis
In 1160 was al sprake van een dubbelparochie: Vosselaar-Beerse. Het tiendrecht was toen in bezit van de Abdij van Sint-Truiden. In 1187-1426 waren de rechten van de parochie in bezit van de Abdij van Groot-Bijgaarden.
Toen in 1220 een miraculeus Mariabeeld werd gevonden, werd Vosselaar een bedevaartsoord en werd Onze-Lieve-Vrouw de patroonheilige van de kerk. In 1426 gingen de rechten van de parochie over op de Sint-Michielsabdij te Antwerpen.
Omstreeks 1430 werd een grotere kerk gebouwd in gotische stijl. In 1703 werd de kerk aanzienlijk beschadigd. In 1776 werd de dubbelparochie gesplitst in de parochies van Beerse en Vosselaar.
In 1877 werd een nieuw, neogotisch, kerkgebouw opgetrokken naar ontwerp van Pieter Jozef Taeymans. Hierbij werd de gotische toren behouden.

## Gebouw
Het betreft een georiënteerde bakstenen neogotische basilicale kruiskerk met ingebouwde gotische westtoren en driezijdig afgesloten koor.
De westtoren heeft vier geledingen en een ingesnoerde naaldspits.

## Interieur
Schilderijen uit de 1e helft van de 17e eeuw verbeelden Sint-Barbara en Sint-Catharina. Uit de 2e helft van de 17e eeuw is een Hemelvaart van Maria. Van omstreeks 1700 zijn schilderijen van de 12 apostelen.
Een belangrijk beeld is de 13e-eeuwse sedes sapientiae in gepolychromeerd en verguld hout. Dit is het miraculeuze beeld dat in 1220 gevonden werd. Een ander Mariabeeld, in gepolychromeerd hout, is 15e-eeuws. Uit de 2e helft van de 17e eeuw is Heilige Drievuldigheid en twee engelen, als bekroning van het hoofdaltaar, in witgeschilderd hout. Uit dezelfde tijd zijn marmeren beelden van Sint-Augustinus en Sint-Norbertus, een houten piëta en een Sint-Antoniusbeeld. Uit de 18e eeuw is een houten kruisbeeld.
Het hoofdaltaar is een portiekaltaar dat afkomstig is uit de Sint-Michielsabdij (2e helft 17e eeuw). Ook de zij-altaren, gewijd aan respectievelijk Onze-Lieve-Vrouw en Antonius van Padua, zijn uit de 2e helft van de 17e eeuw en mogelijk afkomstig uit de Minderbroederskerk van Turnhout, waarvan het klooster bestaan heeft van 1650-1797. Er zijn twee biechtstoelen uit de 2e helft van de 17e eeuw.
Het orgel werd gebouwd in 1739 door Joris Verbuecken uit Geel. Het werd verbouwd in 1924-1925.
De kerk bezit enkele 17e- en 18e-eeuwse grafstenen.